# Kribiocosmus tumulus
Kribiocosmus tumulus är en tvåvingeart som beskrevs av Sushill K. Dutta och Chaudhuri 1995. Kribiocosmus tumulus ingår i släktet Kribiocosmus och familjen fjädermyggor.
Artens utbredningsområde är West Bengal (Indien). Inga underarter finns listade i Catalogue of Life.